# تنظيف أستراليا
تنظيف أستراليا (بالإنجليزية: Clean Up Australia)‏ هي منظمة أسترالية غير ربحية تهدف للحفاظ على البيئة أسسها الأستراليان إيان كيرنان وكيم مكاي في عام 1989.وقد سبقتها منظمة المحافظة على جنوب أستراليا الجميلة التي تأسست قبل أكثر من عشرين عامًا في 1966 كحملة للحد من القمامة، وقد أسستها غرفة أديلايد جونيور التجارية، وجرائد المعلن، ومصنعي الزجاج الأستراليين، ورابطة السيارات الملكية بجنوب أستراليا، وشركة ساوث أستراليا بروينج كومباني، وجنرال موتورز هولدن.
تعمل بالمثل مؤسسة تنظيف أستراليا المحدودة على تعزيز العلاقات بين المجتمع والشركات والحكومة لمعالجة القضايا البيئية للنفايات والمياه وتغير المناخ. منذ إنشائها، نمت منظمة تنظيف أستراليا لتشمل مشاريع وحملات أخرى بما في ذلك يوم تنظيف الأعمال، ويوم تنظيف المدارس، وتنظيف جبال الألب، وتنظيف كيمبرلي، وتنظيف العالم. تسعى المنظمة وراء يوم لتنظيف أستراليا، بالإضافة إلى المشاريع والحملات البيئية الأخرى. يقام يوم تنظيف أستراليا يوم الأحد الأول من شهر مارس من كل عام ويشجع الناس على تنظيف مناطقهم المحلية. يمكن لأي شخص تسجيل مكان يخطط لتنظيفه على موقع تنظيف أستراليا على الويب ويمكن للآخرين الانضمام إليه هناك. تشمل الأنشطة في اليوم إزالة العناصر الكبيرة مثل أجسام السيارات من مجاري المياه وجمع النفايات العامة الموجودة حولها.

## التاريخ
عقد يوم تنظيف أستراليا لأول مرة في يناير 1989. ولدت الفكرة من حدث الذكرى المئوية الثانية في أستراليا، الذي حرض عليه إيفان ويلش في عام 1987 عندما كان عمدة بحيرة ماكواري. ثم تبع الحدث المحلي«تنظيف ميناء سيدني» عام 1989 بمشاركة أكثر من 40.000 متطوع قاموا بجمع حوالي 5000 طن من القمامة. تم إطلاق حدث يوم تنظيف أستراليا عام 1990 من قبل رئيس الوزراء آنذاك، بوب هوك، على خلفية معارضة أولية لرئيس وزراء الولاية آنذاك، نيك غرينر. غير غرينر موقفه في وقت لاحق وعرض دعمه لهذا الحدث.
يتم إنتاج «تقرير للقمامة» كل عام من البيانات التي تم جمعها من قبل المشاركين في المسح.من عام 1990، كان 94٪ من القمامة من العبوات. بحلول عام 1993، كانت الحملة تركز بشكل أكبر على فرز القمامة التي تم جمعها إلى مواد قابلة لإعادة التدوير، وكان كيرنان يستخدم يوم تنظيف أستراليا للدعوة إلى تغييرات في التشريعات المتعلقة بخفض التعبئة والتغليف وإعادة التعبئة والتغليف إلى الشركات. في عام 1994، تم تنظيف أكثر من 8000 موقع كجزء من اليوم. في عام 2008، ركز كيرنان على المياه المعبأة، داعيًا إلى توسيع نطاق استرداد رواسب الحاويات في أستراليا. في عام 2012، أدى تقليص الرعاية وانخفاض التبرعات الخاصة إلى تخلي المنظمة عن جميع موظفيها المأجورين.

## نظفوا العالم
تم إنشاء منظمة نظفوا العالم في عام 1994 بعد أن تواصل إيان كيرنان وكيم مكاي مع برنامج الأمم المتحدة للبيئة، مع فكرة نقل مفهوم «التنظيف» إلى العالمية. نظفوا العالم هي حملة دولية تشجع المجتمعات على تنظيف بيئتها وإصلاحها والحفاظ عليها من خلال برنامج عضوية في المنظمة.
تقام عطلة نهاية الأسبوع في برنامج نظفوا العالم في عطلة نهاية الأسبوع الثالثة من شهر سبتمبر من كل عام، وبحلول عام 2007، اجتذب الحدث أكثر من 35 مليون شخص من أكثر من 120 دولة للتطوع.

## حملات ومشاريع أخرى

### يوم تنظيف الأعمال
يوفر يوم تنظيف الأعمال للشركات الأسترالية فرصة للمساهمة في تقليل النفايات وتحسين البيئة. تسجل الشركات التزامها بتنفيذ مبادرة واحدة على الأقل صديقة للبيئة في مكان عملها، مما يمنحها فرصة للعمل كفريق وإحداث فرق في بيئتها المحلية.

### يوم تنظيف المدارس
تم تصميم يوم تنظيف المدارس للسماح للطلاب بالمشاركة في منظمة تنظيف أستراليا كجزء من نشاط مدرسي.

### تنظيف كيمبرلي
عبارة عن سلسلة من المشاريع القائمة على العمل المجتمعي تركز على منطقة كيمبرلي في غرب أستراليا. تتمثل الأهداف الأساسية لهذه المبادرة في تنظيف النقاط الساخنة للنفايات، وزيادة الوعي بحجم وتأثير القمامة في المنطقة، وتغيير سلوك السائحين والمجتمع المحلي وتحسين البنية التحتية المحلية لإعادة التدوير وإدارة النفايات.

### تنظيف جبال الألب
هو مشروع يهدف إلى حماية منطقة جبال الألب في فيكتوريا. يتم تشغيله بالاشتراك مع حدائق فيكتوريا ومتطوعو الحفظ أستراليا والمجتمعات المحلية كجزء من برنامج «جبال الألب: بداية جديدة - مستقبل صحي» التابع للحكومة الفيكتورية. يتوج المشروع في عطلة نهاية الأسبوع، التي تقام سنويًا في نوفمبر.